# Hildrun Clausová
Hildrun Clausová provdaná Lauferová (* 13. května 1939, Drážďany) je bývalá německá atletka, někdejší držitelka světového rekordu ve skoku do dálky.

## Kariéra

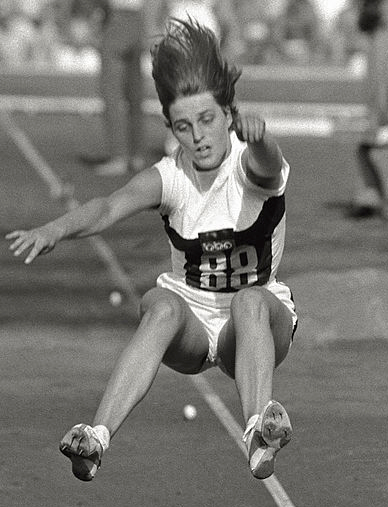
Hildrun Claus na olympijských hrách v roce 1960

7. srpna 1960 vytvořila v Erfurtu skokem dlouhým 640 cm nový světový rekord. Poslední srpnový den téhož roku vybojovala na letních olympijských hrách v Římě výkonem 621 cm bronzovou medaili. Stříbro získala Polka Elżbieta Krzesińská a zlato reprezentantka Sovětského svazu Věra Krepkinová, která ve čtvrté sérii skočila 637 cm.
23. června 1961 v Berlíně vylepšila vlastní světový rekord o dva centimetry. O rok později na Mistrovství Evropy v atletice 1962 v Bělehradě skončila na šestém místě. V roce 1964 na letních olympijských hrách v Tokiu obsadila ve finále výkonem 624 cm sedmé místo.